# Ringrocker Warm Up Party

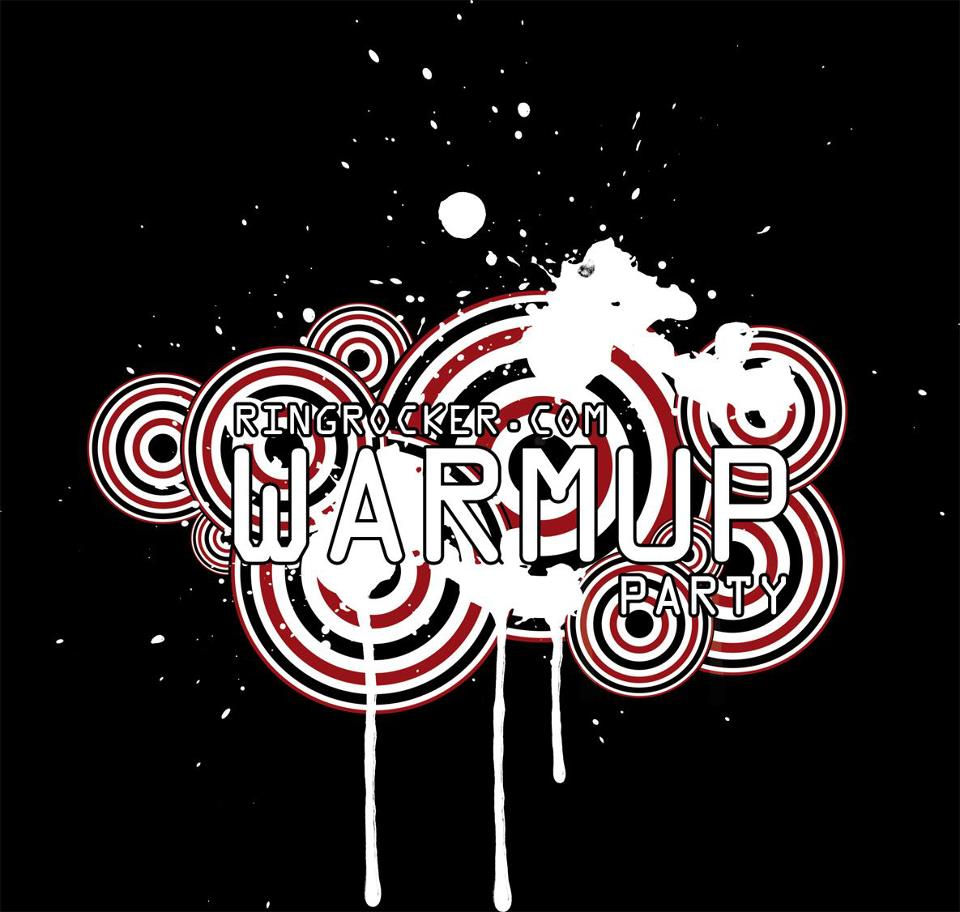
Markenzeichen der WarmUp

Die ringrocker Warm Up Party ist eine Warm-up-Veranstaltung für das Musikfestival Rock am Ring und findet immer einen Abend vor dem eigentlichen Hauptfestival am Nürburgring statt. Veranstaltet wird sie von ringrockern getreu dem Motto: „Von Fans für Fans!“

## Geschichte

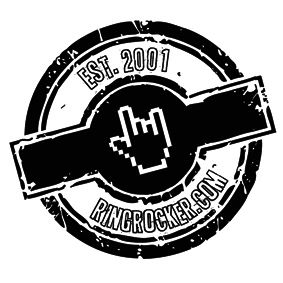
Teamlogo der Orga

Seit der Gründung (2001) von ringrocker.com treffen sich die User alljährlich am Abend vor dem offiziellen Beginn von Rock am Ring zum sogenannten „www-Treffen“.
Im Jahr 2006 feierte man erstmals mit einer Liveband, bei dem ein Teil der Betreiber der Community ringrocker.com den Beschluss fasste, dies noch besser umzusetzen. Somit startete 2007 in Zusammenarbeit mit Camping am Nürburgring die inoffizielle kostenlose Vorparty am Nürburgring. Ein großer Vorteil der Eventarea ist, dass auch Besucher ohne Rock am Ring Ticket über die Campinganlage Camping am Nürburgring an der Veranstaltung teilnehmen können. 2008 zog die Veranstaltung aus Gründen der Kapazität in das offizielle Partyzelt, betrieben durch das Gastro Team Bremen, am neuen Haupteingang um. Dort spielte Sondaschule. Im Folgejahr entschied man sich, wegen technischer Umsetzungsschwierigkeiten mit dem Zeltverleih, wieder zur neu gestalteten Eventarea (mit einer größeren Veranstaltungsfläche) zu wechseln. Mambo Kurt sorgte für eine erfolgreiche „Heimkehr“ der Veranstaltung.
Im Jahre 2010 begann die Party aufgrund des 25-jährigen Jubiläums und dem 4. Festivaltag am Ring schon Mittwochs. Am Donnerstag gab es im Anschluss des offiziellen Headliners eine Aftershowparty mit Itchy Poopzkid für das etwas jüngere Ringpublikum. Ein besonderes Highlight dieses Abends war die Party-Ankündigung vom Frontmann der H-Blockx, die an dem Abend Rock am Ring eröffnen durften. 2011 spielte zum zehnjährigen Bestehen der Community und dem 5. Jahrestag der Warm Up die Band Monsters of Liedermaching. 2012 war der Bassist der Bloodhound Gang „Evil“ Jared Hasselhoff Ehrengast.
Seit 2010 kooperiert ringrocker.com mit SWR3 und DasDing. Die Medienpartner berichten hierbei von der Party und übertragen Konzertmitschnitte und Interviews über das Ringradio und dem TV-Sender Einsplus. Auch das Visions-Magazin unterstützt nicht nur in „Print & Web“ die Warm Up, sondern auch live mit ihrer „Vision-Party“.

## Termine und Bands

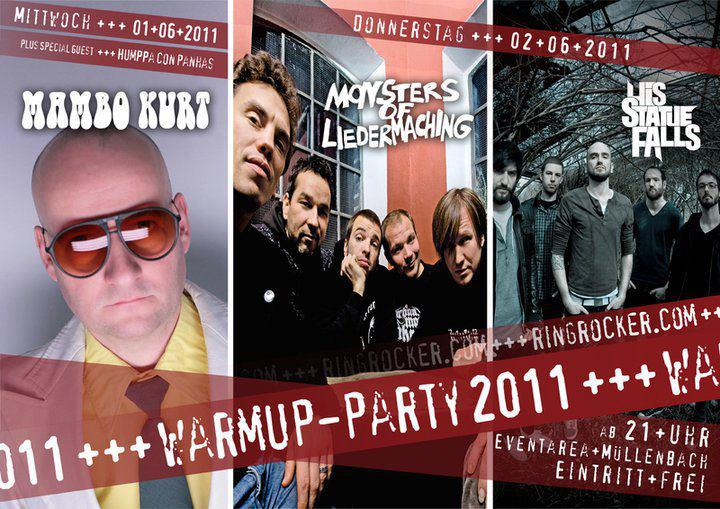
Flyer der WUP 2011

### 31. Mai 2007
- Itchy Poopzkid

### 5. Juni 2008
- Emil Bulls, Sondaschule, Fire in the Attic

### 4. Juni 2009
- Insgesamt 4 Bands: Mambo Kurt (ringrocker), u. a.

### 2. & 3. Juni 2010
- Insgesamt 6 Bands an 1,5 Tagen: Jupiter Jones, Montreal, Itchy Poopzkid, We Butter the Bread with Butter, Humppa Con Panhas, Staatspunkrott
- Erstmals übertrug der SWR3 über Einsplus Mitschnitte der Veranstaltung
- Anmoderiert wurde die Aftershowparty am Donnerstagabend von der Radiomoderatorin Stefanie Tücking

### 1. & 2. Juni 2011
Insgesamt 4 Bands an 2 Tagen: Monsters of Liedermaching, Mambo Kurt, His Statue Falls, Humppa Con Panhas
- Aufgrund des 10-jährigen Jubiläums von ringrocker.com wurde das Programm auf 2 Tage verteilt.
- SWR3 und dasding berichteten Live in ihrem Ringradio und auf Einsplus mit Livemitschnitten und Interviews der Veranstaltung.[3]

### 30. & 31. Mai 2012
Insgesamt 5 Acts an 2 Abenden: Evil Jared Hasselhoff, Russkaja, Eskimo Callboy, Das Pack und das Visions DJ Team
- Am ersten Abend legte zu später Stunde der „Evil“ Jared Hasselhoff von der Bloodhound Gang auf. Einen Bericht konnte man im Anschluss auf dasding/SWR3/EinsPlus sehen.[4]
- Am Donnerstag gab es einen 4-minütigen Livestream der ringrocker über SWR direkt im TV.[5]

### 4. & 5. Juni 2013
Insgesamt 5 Acts an 2 Abenden: Die Kassierer, Emil Bulls DJ-Set (feat. Christoph von Freydorf), Kapelle Petra, KMPFSPRT, Humppa Con Panhas
- Einen Bericht konnte man im Anschluss auf dasding/SWR3 sehen.[6]

### 4. Juni 2014
Durch den 4 Tag von Rock am Ring nur 1 Abend mit 3 Acts: Emil Bulls, Destination Anywhere, Humppa Con Panhas

### 3. Juni 2015
Insgesamt 1 Abend mit 3 Acts: Götz Widmann, Dancefloor Cleaning System (Itchy Poopzkid), Dj Morgoth
- #Neuland, erstmals auf dem neuen Gelände im Magma Disco Tent von Mendig

### 2. Juni 2016
Insgesamt 1 Abend mit 4 Acts: Evil Jared, Mambo Kurt, Melted Moon, HP Beardster
- 10 Jahre WarmUp auf dem neuen Gelände im Magma Disco Tent von Mendig

### 31. Mai & 1. Juni 2017
Insgesamt 11 Acts an 2 Abenden und 2 Bühnen: Monsters of Liedermaching, DJ Craft (K.I.Z), Rantanplan, Destination Anywhere, Annisokay, Dancefloor Cleaning System (Itchy Poopzkid), Humppa Con Panhas, The Prosecution, Spootnik Booster, Melted Moon, HP Beardster
- Home Sweet Home auf dem alten Gelände von Rock am Ring am Nürburgring
- 2 Bühnen verteilt auf den Ring-Campingflächen
- Erstmals ein weiteres kleines Partyprogramm „The Box“ mitten im Infield von Rock Ring mit Spootnik Booster, Melted Moon und HP Beardster

### 30. & 31. Mai 2018
Insgesamt 11 Acts an 2 Abenden und 2 Bühnen: ZSK, Crazy Town, Evil Jared, Kapelle Petra, Lari Luke (aka Larissa Rieß), A Traitor Like Judas, Elfmorgen, Anchors & Hearts, Kaputto & Concorde, Melted Moon, HP Beardster
- 2 Bühnen verteilt auf den Ring-Campingflächen
- Rocksquare Partyprogramm von Rock Ring mit Kaputto & Concorde, Heide vo de Alm, Melted Moon und HP Beardster

### 5. & 6. Juni 2019
Insgesamt 11 Acts an 2 Abenden und 2 Bühnen: Dog Eat Dog, Rogers, Le Fly, Kochkraft durch KMA, Mein Kopf ist ein brutaler Ort, Humppa Con Panhas, DJ Haem (Dog Eat Dog), HP Beardster
- 2 Bühnen verteilt auf den Ring-Campingflächen
- Rocksquare Partyprogramm von Rock Ring mit Candela Squad Soundsystem (Culcha Candela), Caliban DJ Set, Blondrausch + X, HP Beardster

### 01. & 02. Juni 2022
Insgesamt 12 Acts an 2 Abenden und 2 Bühnen: Ferris, MC Fitti, Das Pack, Evil Jared, Mambo Kurt, Marathonmann, Humppa con Panhas, Pensen Paletti, The Butcher Sisters, Dancefloor Cleaning System, HP Beardster, Melted Moon
- 2 Bühnen verteilt auf den Ring-Campingflächen

### 31. Mai & 01. Juni 2023
Insgesamt 8 Acts an 1 Abend auf 1 Bühne: Rogers, Mr. Irish Bastard, Marathonmann, Samurai Pizza Cats, Raum27, Destination Anywhere, Humppa con Panhas, The Butcher Sisters, HP Beardster,
- 1 Bühne auf den Ring-Campingflächen

### 05. & 06. Juni 2024
Insgesamt 13 Acts an 2 Abenden auf 2 Bühnen: Monsters of Liedermaching, 100 Kilo Herz, DJ Craft, Noizy Noize, Kochkraft durch KMA, Our Mirage, Casino Blackout, Humppa con Panhas, Reis Against the Spülmachine, Howl Like Wolves, Conny, Caliban DJ Set, Alternative 90s, HP Beardster
- 2 Bühnen verteilt auf den Ring-Campingflächen